# Anna Neagle
Dame Anna Neagle, pseudonimo di Florence Marjorie Robertson (Forest Gate, 20 ottobre 1904 – West Byfleet, 3 giugno 1986), è stata un'attrice britannica.

## Biografia

### Gioventù ed esordi
Nativa di Forest Gate (Essex), Florence Marjorie Robertson era figlia di Florence Neagle e di Herbert Robertson, capitano di marina. Dopo gli studi primari a Glasgow e presso la St. Albans High School for Girls, nel 1917 debuttò sui palcoscenici come ballerina di fila e fece il suo apprendistato con Jessie Matthews nelle riviste di C.B. Cochran come cantante e attrice di varietà e apparve in Bubbly di André Charlot.
Il successo da protagonista giunse nel 1931 grazie al musical Stand Up and Sing, andato in scena al West End, in cui la Neagle apparve per la prima volta col suo nome d'arte, recitando al fianco di Jack Buchanan. L'opera ebbe un grande successo e fu rappresentata per 604 repliche, attirando sull'attrice l'attenzione del produttore e regista Herbert Wilcox, che intravide le sue potenzialità quale interprete cinematografica. Già apparsa sul grande schermo come comparsa in The School for Scandal (1930) e Should a Doctor Tell? (1930), e come comprimaria in The Chinese Bungalow (1931), ottenne il ruolo di protagonista nel musical La fioraia di Vienna (1932), diretto da Wilcox, in cui recitò nuovamente al fianco di Jack Buchanan. Il film ottenne l'apprezzamento del pubblico e la consacrò come stella emergente del cinema britannico.

### Il sodalizio con Wilcox
Nello stesso anno l'attrice interpretò un altro ruolo leggero in L'eroe sconosciuto (1932), diretto e co-interpretato da Henry Edwards, per poi ritornare a lavorare sotto la direzione di Wilcox creando uno tra i più lunghi sodalizi professionali attrice-regista della storia del cinema, destinato a protrarsi per decenni. Wilcox lavorò sull'immagine di naturale signorilità e aristocratica bellezza della Neagle, puntando invece a valorizzarne il provocante fascino in ruoli incentrati su una certa leggerezza di costumi.
Il successivo Sogno interrotto (1932) fu un esempio di questa metamorfosi ed ebbe un grande successo commerciale, dovuto in parte all'audacia di un frivolo e succinto abito di scena indossato dalla Neagle, nei panni di una cantante di cabaret, e creato appositamente per lei dalla costumista Doris Zinkeisen. Wilcox diresse subito dopo la sua protetta nella commedia Ottocento romantico (1933), co-interpretata da Fernand Gravey e tratta dalla pièce Bitter Sweet di Noël Coward, che avrebbe avuto un remake sette anni più tardi dal titolo Tzigana (1940) con Jeanette MacDonald e Nelson Eddy.
La collaborazione artistica con Wilcox proseguì nel 1934 con La favorita di Carlo II, di cui il regista aveva già curato un'edizione muta nel 1926 con Dorothy Gish. La brillante interpretazione della Neagle, nei panni della seducente Nell Gwyn, amante del re Carlo II d'Inghilterra (Cedric Hardwicke), fu considerata piuttosto audace, tanto che la pellicola ebbe noie con la censura statunitense e si vide inizialmente negare il visto dal Codice Hays, circostanza che costrinse il regista a girare una scena di falso storico (il matrimonio tra Nell Gwyn e il sovrano) e a modificare il finale, in cui la protagonista espiava la propria frivola esistenza morendo in miseria, ottenendo alla fine solo un'autorizzazione a proiettare il film in circuiti limitati degli Stati Uniti, mentre nel resto del mondo la pellicola fu un successo commerciale.
Nello stesso periodo la Neagle riapparve sul palcoscenico interpretando il ruolo di Rosalind in Come vi piace e di Olivia in La dodicesima notte, ottenendo l'apprezzamento della critica, malgrado non si fosse mai cimentata prima con ruoli shakespeariani. Due anni più tardi tornò a vestire i panni di un personaggio realmente esistito, l'attrice Peg Woffington in Peg of Old Drury (1935), un dramma in costume in cui dimostrò  il suo talento nel ruolo di Rosalind nei numerosi frammenti shakespeariani inseriti nella pellicola per esigenze di trama. Successivamente fu una chorus girl in Limelight (1937), in cui apparve accanto ad Arthur Tracy, futura star della radio americana, e a Jack Buchanan in un breve cameo musicale.
Nel 1936, all'apice della popolarità, girò con Wilcox il primo dei loro film di co-produzione internazionale, Three Maxims (1936), ambientato nel mondo circense, alla cui sceneggiatura collaborò Herman J. Mankiewicz, futuro coautore con Orson Welles di Quarto potere (1940). Subito dopo tornò sul palcoscenico come protagonista di Peter Pan, mentre nel 1937, in concomitanza con il centenario dell'ascesa al trono della Regina Vittoria, offrì una delle sue migliori prove di recitazione nel film La grande imperatrice (1937). Ormai lontana dai frivoli personaggi di inizio carriera e proiettata verso ruoli di eroine dall'estrema signorilità, l'attrice diede un'interpretazione attenta e raffinata della sovrana inglese, riuscendo a renderne credibile l'impeto giovanile, la tenerezza del rapporto con il marito, il principe Alberto (interpretato da Anton Walbrook), il temperamento con cui la sovrana resse la corona per sessantaquattro anni. La Neagle e Walbrook ripresero i medesimi ruoli nel successivo Sixty Glorious Years (1938), in cui apparve anche C. Aubrey Smith nei panni del Duca di Wellington.

### A Hollywood
Entrambi gli ultimi film suscitarono l'interesse di Hollywood per la diva e il regista britannici, i quali raggiunsero Hollywood per firmare un contratto con la RKO. Il primo film americano della coppia fu La storia di Edith Cavell (1939), remake di Dawn (1928), una pellicola muta in cui Wilcox aveva diretto Sybil Thorndike. Nei panni dell'eroica infermiera britannica Edith Cavell, uccisa dai tedeschi durante la prima guerra mondiale, la Neagle diede un'intensa interpretazione che, alla vigilia di un nuovo conflitto, ebbe un forte impatto emotivo su un pubblico in apprensione per le sorti mondiali.
Subito dopo Wilcox e la moglie tornarono al registro leggero, realizzando tre consecutive commedie musicali, tutte basate su popolari successi teatrali. La prima fu Irene (1940), con Ray Milland, in cui fu realizzata una sequenza in Technicolor con la Neagle che interpretava Alice Blue Gown, la più famosa canzone della pièce. Seguirono No, no, Nanette (1940), accanto a Victor Mature, in cui l'attrice cantò Tea For Two, e Sunny (1941), al fianco di Ray Bolger. Prima di ripartire per l'Inghilterra, Wilcox diresse alcune sequenze di Per sempre e un giorno ancora (1943), la drammatica saga di una famiglia londinese dal 1840 ai difficili giorni del Blitz nel 1940. La Neagle vi recitò nuovamente con Ray Milland e accanto ad altri attori britannici come Claude Rains e Charles Laughton.

### Il ciclo di "Mayfair"
Al rientro in Inghilterra, Wilcox curò la regia di They Flew Alone (1942), biografia di un'altra eroina britannica, l'aviatrice Amy Johnson (morta l'anno precedente), che la Neagle impersonò accanto a Robert Newton. Fu al termine delle riprese di questo film che Wilcox e l'attrice ufficializzarono il loro legame con il matrimonio, celebrato il 9 agosto 1943. La coppia tornò sul set per The Yellow Canary (1943), thriller di spionaggio con Richard Greene e Margaret Rutherford, in cui la Neagle interpretò un'agente britannica che finge simpatie naziste ma in realtà lavora sotto copertura per il governo inglese.
Per un paio d'anni Wilcox non diresse alcun film e anche la Neagle rimase lontana dallo schermo, tornando ad apparire sul palcoscenico nel 1945 in Emma, pièce tratta da una novella di Jane Austen. Nello stesso anno il regista e l'attrice tornarono sul grande schermo e furono protagonisti del boom cinematografico inglese del dopoguerra, grazie al "ciclo di Mayfair", una serie di piacevoli ed eleganti film di ambientazione londinese. Il primo fu I Live in Grosvenor Square (1945), in cui la Neagle recitò accanto a Rex Harrison, mentre l'anno successivo, non riuscendo a scritturare né Harrison né l'altro possibile candidato John Mills, Wilcox offrì il ruolo di protagonista di Incontro a Piccadilly (1946) a Michael Wilding, interprete misurato ed elegante che si rivelò adatto alla vivacità e al brio delle commedie del regista. La coppia Neagle-Wilding risultò particolarmente affiatata sullo schermo e il film fu tra i maggiori successi britannici del 1947, presentando un'avvincente trama in cui una moglie (presunta morta) si ripresenta ai familiari e al marito, che nel frattempo ha sposato un'altra donna, ricalcando l'analoga pellicola statunitense Le mie due mogli (1940), interpretata qualche anno prima da Irene Dunne e Cary Grant, che a sua volta ebbe un successivo remake negli anni sessanta con Doris Day e James Garner, dal titolo Fammi posto tesoro (1963).
Anna Neagle tornò a recitare accanto a Michael Wilding nel dramma vittoriano Le vie del destino (1947), e nella commedia L'impareggiabile Richard (1948), in cui Wilding interpretò un nobile spiantato che si fa assumere come cameriere presso una ricca famiglia, innamorandosi della nipote (la Neagle) del padrone di casa. Pur non essendo un musical, il film presentò una lunga sequenza onirica con la canzone The Moment I Saw You. Beniamina del pubblico cinematografico britannico, la coppia Neagle-Wilding apparve per la quarta e ultima volta insieme in un'altra commedia sentimentale, Il paradiso della donne (1949), in cui l'attore è un gentiluomo che riceve in eredità una casa di mode, mentre la Neagle (in questo film anche produttrice) interpreta la direttrice dell'atelier.

### Gli anni cinquanta e il declino
All'apice della popolarità come attrice preferita dagli inglesi dopo la seconda guerra mondiale, nel 1950 Anna Neagle affrontò il ruolo forse più impegnativo della sua carriera, quello di Odette Samson, eroina anglo-francese della Resistenza che partecipa a operazioni di spionaggio per gli alleati nella Francia occupata, e finisce in un campo di concentramento nazista. Odette (1950) fu interpretato anche da Trevor Howard, Peter Ustinov e Marius Goring. Subito dopo l'attrice interpretò l'infermiera Florence Nightingale nel film The Lady With the Lamp (1951), ruolo che era già stato portato sugli schermi americani nel film L'angelo bianco (1936) con l'interpretazione di Kay Francis.
Dopo questi due successi, fece ritorno al teatro con The Glorious Days, una rappresentazione che si protrasse per 476 repliche e che Wilcox decise di trasporre per il grande schermo con il titolo Le armi del re (1954), affiancando alla moglie Errol Flynn. Nei panni di un'ausiliaria inglese che, durante la guerra, subisce uno choc a seguito di un bombardamento, la Neagle sogna di essere Nell Gwyn (la favorita di re Carlo II) e la regina Vittoria, e rivive inoltre la storia d'amore dei propri genitori, attori di varietà separatisi quando le loro carriere entrarono in conflitto. La pellicola ottenne un buon successo in Inghilterra mentre negli Stati Uniti risultò un flop commerciale. La Neagle e Flynn recitarono insieme anche nel successivo L'amante del re (1955), adattamento di un'operetta di Ivor Novello, ma la maggior parte dei numeri musicali in cui apparve la Neagle vennero tagliati nell'edizione finale e il film fu un insuccesso al botteghino, dando inizio alla parabola discendente della carriera dell'attrice, complice anche l'avvento della televisione, che allontanò progressivamente il pubblico da un certo tipo di film un tempo popolari, come quelli della coppia Wilcox-Neagle.
Nei due film successivi l'attrice affrontò ruoli più maturi, interpretando la madre di un'adolescente difficile (Sylvia Syms) in My Teenage Daughter (1956), mentre in No Time for Tears (1957), con Anthony Quayle e Flora Robson, ebbe il ruolo della capo infermiera in un ospedale infantile, alle prese con i problemi dei suoi piccoli pazienti e dello staff medico.

### Gli ultimi anni
Alla fine degli anni cinquanta Herbert Wilcox, che aveva diretto per l'ultima volta la Neagle in The Lady is a Square (1959), si dedicò con la moglie alla produzione di alcuni film musicali interpretati dal cantante Frankie Vaughan, ma l'operazione non diede i risultati sperati e la coppia dovette fronteggiare una gravissima crisi finanziaria, culminata nel 1964 con la bancarotta. La Neagle decise di tornare a calcare il palcoscenico e fece una spettacolare rentrée al West End con il musical Charlie Girl, rappresentazione che ottenne un grande successo e andò in scena senza interruzioni per sette anni, per un totale di 2.047 repliche, rilanciando la popolarità dell'attrice e consentendole di portare in tournée lo spettacolo fino in Australia e Nuova Zelanda.
Nominata "Dama dell'Ordine dell'Impero Britannico" nel 1969, apparve successivamente in un revival di No, no, Nanette, quindi rimpiazzò la collega Celia Johnson in The Dame of Sark (1975), mentre tre anni più tardi (dopo la morte di Wilcox, avvenuta nel 1977) riapparve ancora una volta sulle scene in Most Gracious Lady, scritto appositamente per il Giubileo della Regina Elisabetta II, e in My Fair Lady (1980). Negli ultimi anni di vita recitò anche per il piccolo schermo nel telefilm Il brivido dell'imprevisto (1983), e fece l'ultima apparizione teatrale al London Palladium in Cenerentola, nel ruolo della madrina. Sofferente per la malattia di Parkinson, l'attrice morì nel 1986, all'età di 81 anni, e venne sepolta accanto al marito Herbert Wilcox al City of London Cemetery. La sua autobiografia, intitolata There's Always Tomorrow, venne pubblicata nel 1974.

## Filmografia

### Cinema
- Those Who Love, regia di H. Manning Haynes (1929) (non accreditata)
- School for Scandals, regia di Thorold Dickinson e Maurice Elvey (1930) (non accreditata)
- The Chinese Bungalow, regia di Arthur Barnes e J.B. Williams (1930)
- Should a Doctor Tell?, regia di H. Manning Haynes (1930)
- La fioraia di Vienna (Good Night, Vienna), regia di Herbert Wilcox (1932)
- L'eroe sconosciuto (The Flag Lieutenant), regia di Henry Edwards (1932)
- Lo sguardo implacabile (The Little Damozel), regia di Herbert Wilcox (1933)
- Ottocento romantico (Bitter Sweet), regia di Herbert Wilcox (1933)
- The Queen's Affair, regia di Herbert Wilcox (1934)
- La favorita di Carlo II (Nell Gwyn), regia di Herbert Wilcox (1934)
- Peg of Old Drury, regia di Herbert Wilcox (1935)
- Three Maxims, regia di Herbert Wilcox (1936)
- Limelight, regia di Herbert Wilcox (1936)
- Sposo il mio amore (London Melody), regia di Herbert Wilcox (1937)
- La grande imperatrice (Victoria the Great), regia di Herbert Wilcox (1937)
- Sixty Glorious Years, regia di Herbert Wilcox (1938)
- La storia di Edith Cavell (Nurse Edith Cavell), regia di Herbert Wilcox (1939)
- Irene, regia di Herbert Wilcox (1940)
- No, No, Nanette, regia di Herbert Wilcox (1940)
- Sunny, regia di Herbert Wilcox (1941)
- They Flew Alone, regia di Herbert Wilcox (1942)
- Per sempre e un giorno ancora (Forever and a Day), regia di Edmund Goulding e Cedric Hardwicke (1943)
- Yellow Canary, regia di Herbert Wilcox (1943)
- I Live in Grosvenore Square, regia di Herbert Wilcox (1945)
- Incontro a Piccadilly (Piccadilly Incident), regia di Herbert Wilcox (1946)
- Le vie del destino (The Courtneys of Curzon Street), regia di Herbert Wilcox (1947)
- L'impareggiabile Richard (Spring in Park Lane), regia di Herbert Wilcox (1948)
- Elizabeth of Ladymead, regia di Herbert Wilcox (1948)
- Il paradiso delle donne (Maytime in Mayfair), regia di Herbert Wilcox (1949) (anche produzione)
- Odette, regia di Herbert Wilcox (1950)
- The Lady with the Lamp, regia di Herbert Wilcox (1951)
- Derby Day, regia di Herbert Wilcox (1952)
- Le armi del re (Lilacs in the Spring), regia di Herbert Wilcox (1954)
- L'amante del re (King's Rhapsody), regia di Herbert Wilcox (1955)
- My Teenage Daughter, regia di Herbert Wilcox (1956)
- No Time for Tears, regia di Cyril Frankel (1957)
- Gli anni pericolosi (Those Dangerous Years), regia di Herbert Wilcox (1957) (solo produzione)
- The Man Who Wouldn't Talk, regia di Herbert Wilcox (1958)
- Wonderful Things!, regia di Herbert Wilcox (1958) (solo produzione)
- The Lady Is a Square, regia di Herbert Wilcox (1959) (anche produzione)
- The Heart of a Man, regia di Herbert Wilcox (1961) (solo produzione)

### Televisione
- Il brivido dell'imprevisto (Tales of the Unexpected) – serie TV, episodio 6x11 (1983)